# 브루노 무솔리니

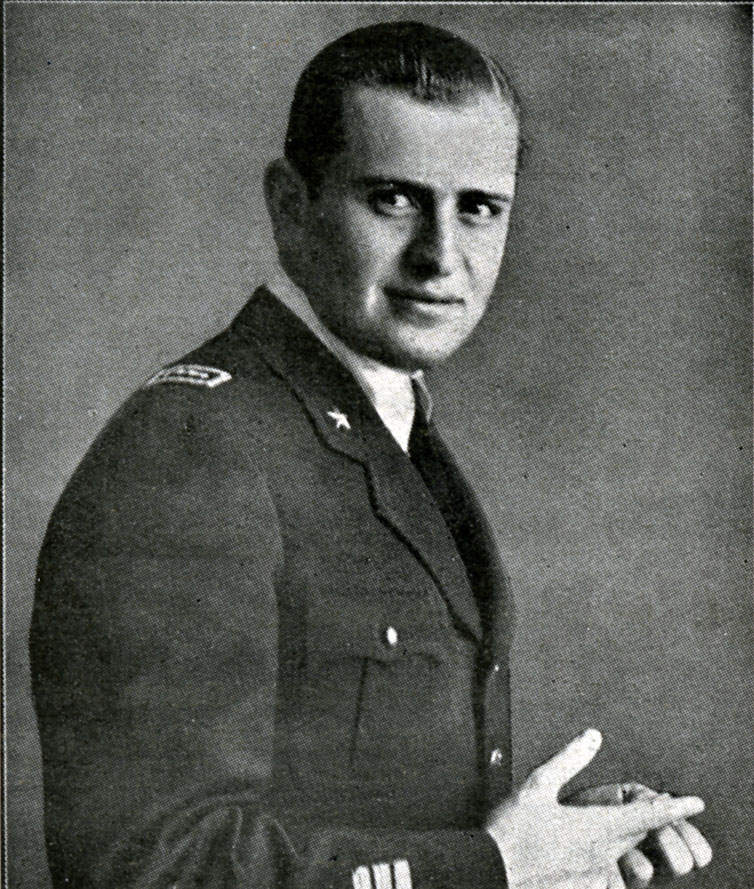
브루노 무솔리니

브루노 무솔리니(이탈리아어: Bruno Mussolini, 1918년 4월 22일 ~ 1941년 8월 7일)는 이탈리아의 총리 베니토 무솔리니와 무솔리니의 두 번째 부인 라켈레의 아들로, 아르날도 무솔리니의 조카이며, 알레산드로 무솔리니와 로사 무솔리니의 손자이기도 하다. 그는 비행 사고로 사망한 숙련된 조종사였다.

## 같이 보기
- 비토리오 무솔리니
- 로마노 무솔리니
- 안나 마리아 무솔리니
- 에다 무솔리니